# Lausitzhalle Hoyerswerda

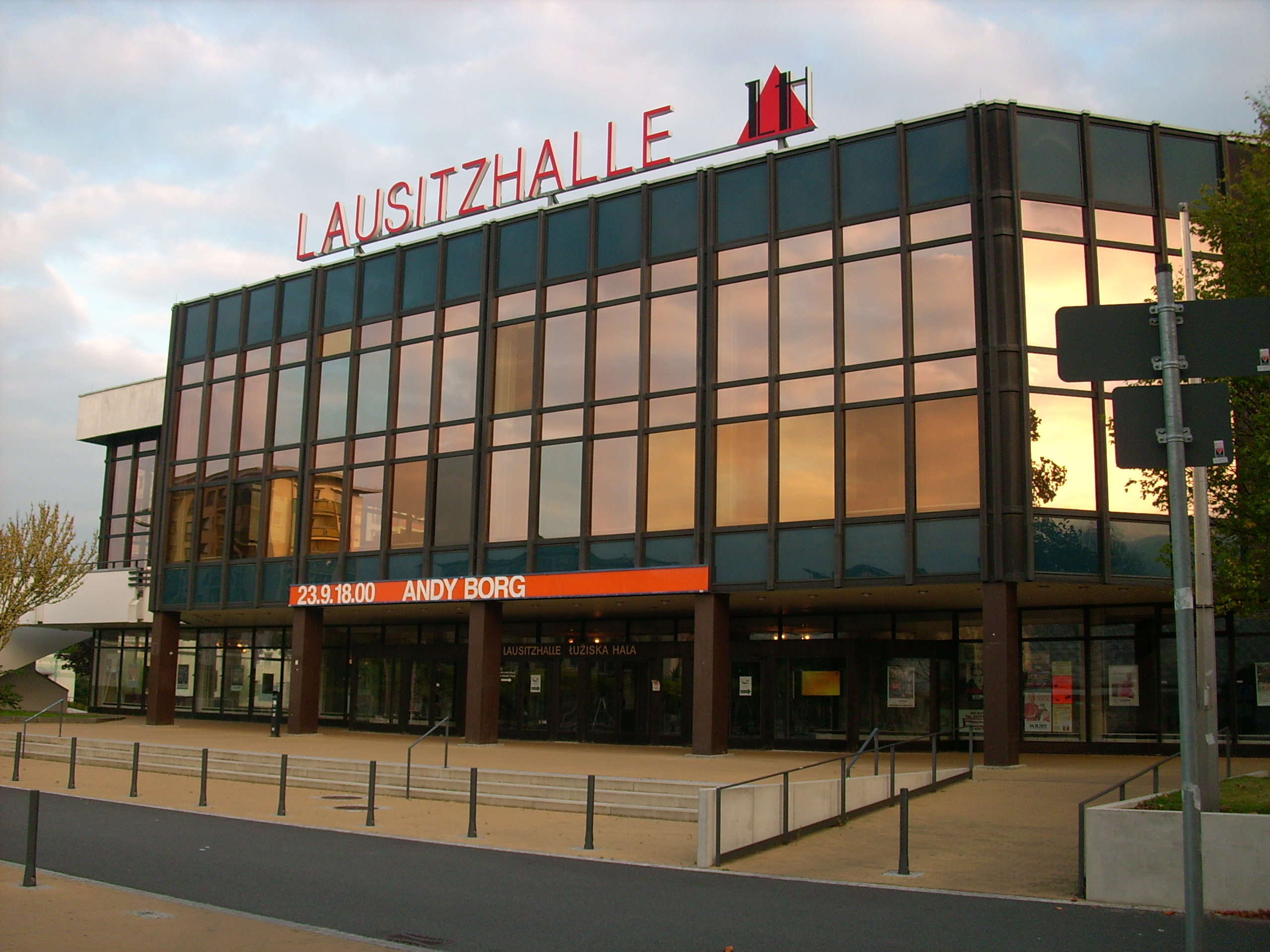
Die Lausitzhalle 2012

Die Lausitzhalle Hoyerswerda (obersorbisch Łužiska Hala; bis 1992 Haus der Berg- und Energiearbeiter (HBE)) ist ein Kultur- und Tagungszentrum in der Neustadt von Hoyerswerda. Sie wurde als Betriebskulturhaus des Gaskombinats Schwarze Pumpe erbaut und hat 828 Sitzplätze.

## Entstehung
Bereits 1955 als wohnungsfreies Gebiet geplant, wurde die Bebauung des Stadtzentrums der Neustadt nur sehr zögerlich in Angriff genommen. Es sollte Gebäude mit übergeordneter Bedeutung umfassen und einen Übergang zur Altstadt herstellen.
Schon in den 1960er Jahren war in Hoyerswerda über eine zentrale Kulturstätte diskutiert worden. Die seit 1958 bestehende Alfred-Scholz-Halle lag relativ weit weg in der Altstadt und hätte die kulturellen Anforderungen in einer Stadt nicht mehr erfüllen können, die den Prognosen nach um die Jahrtausendwende 110.000 Einwohner haben sollte. Der erste Architektenentwurf sah 1971 tatsächlich unter anderem noch ein Kino, eine Studiobühne, Kegelbahnen und eine Bibliothek vor. Umgesetzt wurde dann eine kleinere Variante eines Architektenkollektivs um Jens Ebert, das 1985 dafür den Architekturpreis der DDR erhielt.

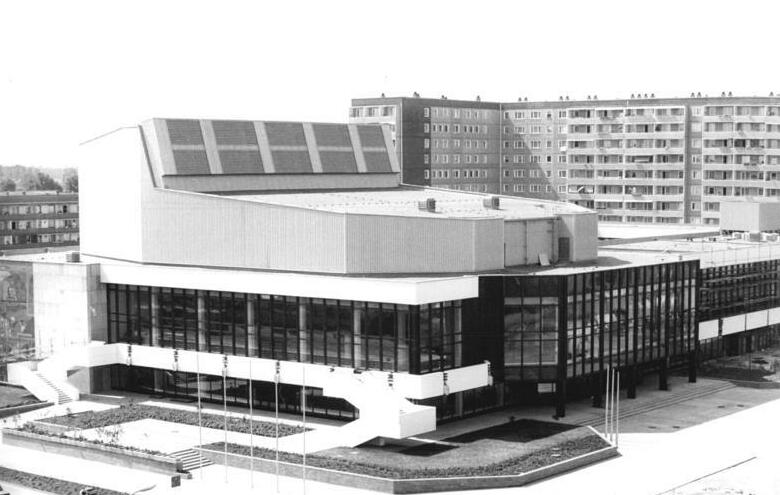
HBE 1984
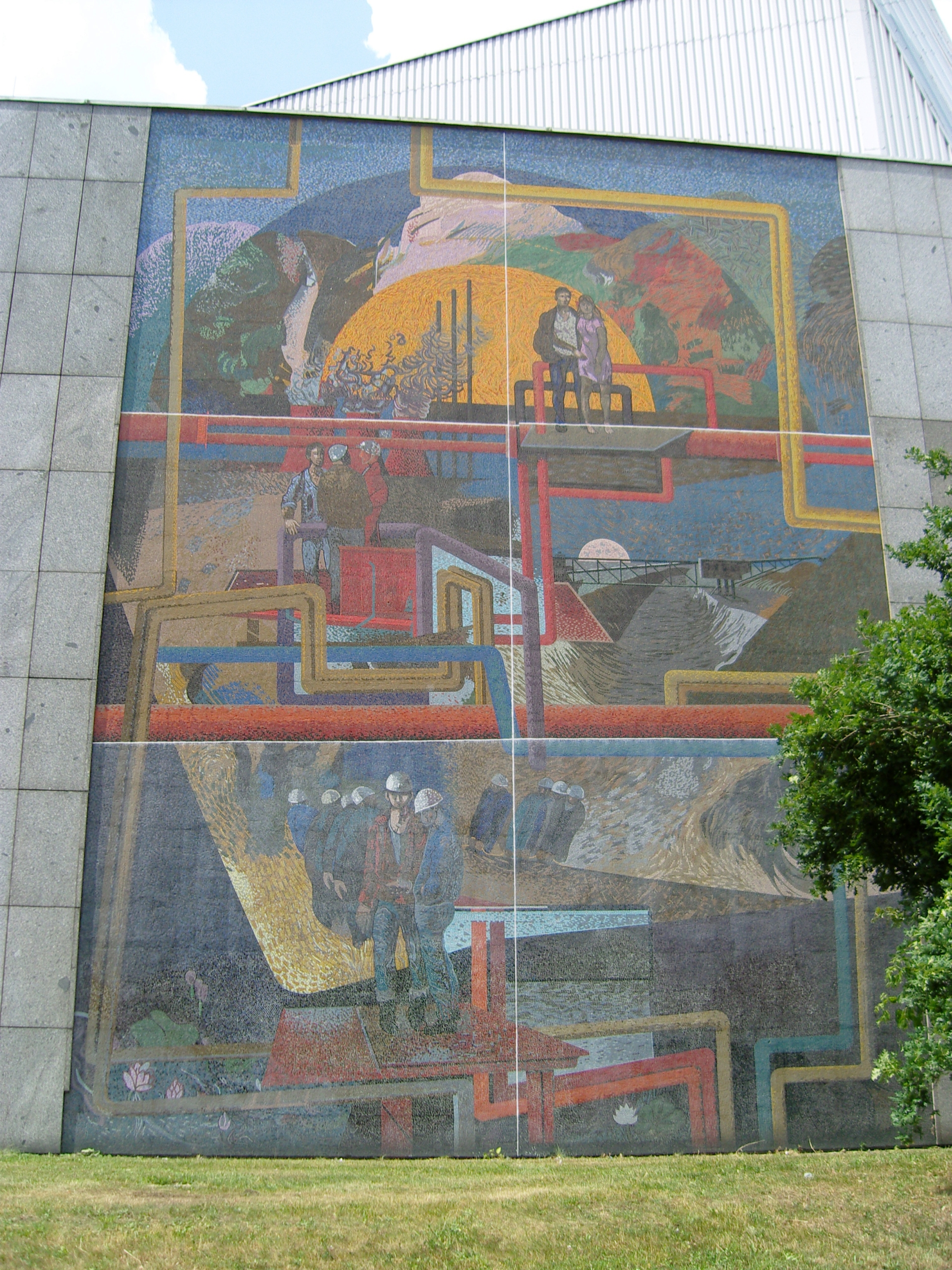
Wandbild
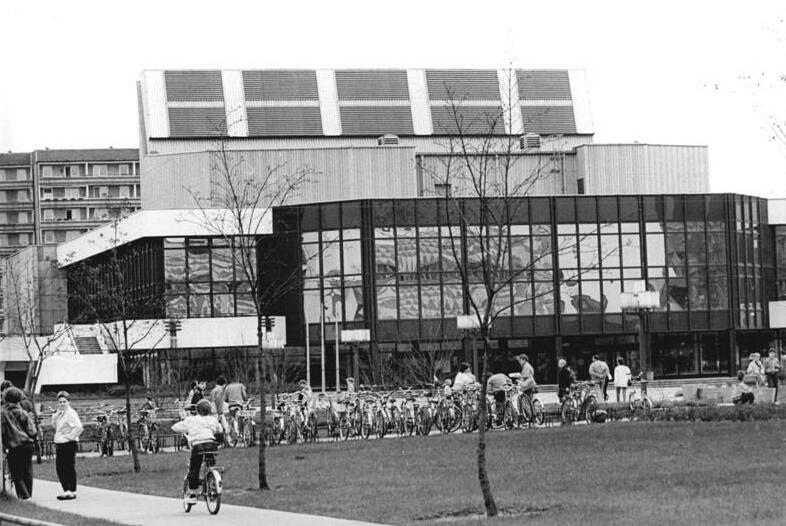
HBE 1989

## Bau
Der erste Spatenstich erfolgte am 16. September 1976, am 3. Januar 1977 (101. Geburtstag Wilhelm Piecks) war die Grundsteinlegung. Im Oktober 1977 entstand der Bühnenturm innerhalb von 14 Tagen. Es dauerte aber noch bis zum 30. April 1984, bis das Haus erstmals eröffnet werden konnte. Zu diesem Zeitpunkt war allerdings nur der Saalbau vollkommen fertiggestellt (Bauteil I). Die Arbeiten am Bauteil II (Foyer, Gastronomie, Verwaltung) dauerten jedoch noch bis zur feierlichen Eröffnung am 7. Oktober 1985 (Tag der Republik) an.
Der Bau wurde zusätzlich als so genannte Schwarzinvestition außerhalb der volkswirtschaftlichen Gesamtplanung und Bilanzierung realisiert. Daraus resultiert auch die außerordentlich lange Bauzeit.

## Geschichte
Nach 1989 musste die Zahl der Eigenproduktionen sowie auch die Zahl der Mitarbeiter drastisch reduziert werden. 125 Kollegen arbeiteten im HBE, in der Lausitzhalle sind es noch 12. Infolge der Wende entstand aus dem Haus der Berg- und Energiearbeiter am 22. Juni 1992 die Lausitzhalle Hoyerswerda GmbH. Erhalten geblieben sind Traditionsveranstaltungen wie das Weihnachtsmärchen oder die Silvesterkonzerte, einige frühere Volkskunstkollektive haben nach wie vor im Haus ihren Platz. Neue Traditionen wie der Ostermarkt und das Sommertheater im Schlosshof haben sich entwickelt. Der Veranstaltungskalender bietet einen Mix, der abgestimmt ist auf eine Stadt, die fast die Hälfte der fast 70.000 Einwohner verloren hat. Von 2009 bis 2010 wurde der ehemalige Verwaltungstrakt in die städtische Musik- und Volkshochschule umgebaut.
Als Pausengong erklingen bis heute die ersten Takte des Steigerliedes. Ein Wandmosaik an der Außenseite, gestaltet von Fritz Eisel, wurde den Berg- und Energiearbeiter der Region gewidmet und ist ein Kulturdenkmal.

## Die Lausitzhalle in der Literatur
„Sonntag war Bergmannstag. Unter dem Fenster lärmte ein Jahrmarkt, wo 1970 unser Theater gebaut werden soll …“

Die Schriftstellerin Brigitte Reimann lebte von 1960 bis 1968 in Hoyerswerda und beschrieb die Entwicklung mit den Worten:

„Alles schmeckt nach Abschied. […] Merkwürdig, wie man sein Herz an diese öde Landschaft gehängt hat, an diese unmögliche Stadt, an die Leute […]. Unser Centrum-Kaufhaus sieht elegant aus, ist aber schon ziemlich runter gewirtschaftet, schlampig wie alle Läden und Restaurants hier, die nach wer weiß welchem teuflischen Prinzip träge und lotterig werden, kaum bestehen sie ein paar Wochen. Trotzdem – wenn ich denke, daß nur ein paar Blöcke in einer Sandwüste standen, als wir hierher kamen, und jetzt ist es eine Stadt von fast 60000 Einwohnern, und das Kombinat ist ein riesiger Komplex geworden (in dem so gut wie nichts ordentlich funktioniert). Die Kohle geht zu Ende, vielleicht ist Hoy in zwanzig Jahren eine Geisterstadt wie die verlassenen Goldgräber-Siedlungen. Trotzdem (das sage ich schon wieder) haben wir für ein Theater gekämpft; das war mein letzter Streich hier, und die Leute vom Bezirk werden mich jedenfalls in übler Erinnerung behalten. Der Theaterbau war, nachdem Siegfried ihn durchgesetzt hatte (nach jahrelangen Kämpfen) wieder gestrichen worden. Cottbus will ein repräsentatives Zentrum bauen, auch auf unsere Kosten.“